# تپه‌های شرقی و شمال شرقی
تپه‌های شرقی و شمال شرقی مربوط به اوایل دوره است و در مریوان، بالاتر از آتش‌نشانی، سه راهی قبرستان واقع شده و این اثر در تاریخ ۲۶ فروردین ۱۳۴۱ با شمارهٔ ثبت ۴۲۷ به‌عنوان یکی از آثار ملی ایران به ثبت رسیده است.